# 붕따우
붕따우시(베트남어: Thành phố Vũng Tàu / 浲艚)는 베트남 남쪽 바리어붕따우성의 도시이다. 2005년을 기준으로 인구는 24만명이며, 면적은 140 km2이다. 13개의 동과 1개의 촌을 가지고 있다. 붕따우는 베트남 원유 생산의 중심지이기도 하다. 2012년 이전까지 바리어붕따우성의 성도였던 곳이다.

## 역사
14세기에서 15세기에 붕따우가 되는 이 곳은 유럽의 무역선들이 정기적으로 방문하는 습지였다. 이러한 상선의 활동은 붕따우의 이름에 활기를 불어넣었고, 닿을 내리는 곳이라는 붕따우라는 이름이 된 것이다. 이곳은 많이 지나다니는 포르갈 선원들은 이곳을 세인트 자크(Saint Jacques)라고 이름을 붙였다. 프랑스군이 이곳을 침략해 온 후 이곳은 세인트 자크만이라고 이름이 붙었다. 붕따우의 절벽은 지금은 ‘부드럽게 환영하는 만’이라는 뜻의 “무이 응인 퐁”(Mũi Nghinh Phong)으로 불린다.
붕따우는 원래 세 대의 보트를 의미하는 땀탕(Tam Thắng)이라는 의미로 이 지역에서 사용되었으나, 응우옌 왕조 하에서 비엔호아 성으로 편입되었다. 자롱 왕의 통치시기(1761–1820) 때는 말레이 해적들이 이곳에 해적 소굴을 만들었으며, 자딘 시에서 무역을 하는 상인들에게 위협이 되었다. 왕은 군대를 세 차례 보내서 해적들을 퇴치한 장군들에게 이 지역을 나누어 주었다.
1895년 2월 10일 붕따우 해변에서 100m 떨어진 프억탕 요새(Phước Thắng)에서 프랑스 군대의 전투함에 응우옌 왕조의 군대가 포격을 가하였다. 이 사건으로 베트남에 대한 프랑스의 침략이 본격화되었다.
1876년 사이공 정부 하에서 붕따우는 바리아 현과 통합되었다.
1895년 5월 1일 코친차이나의 총독은 세인트 자크만을 자치주로 선포하는 법령을 공포하였다. 그리하여 이곳은 바리어 현과 통합되었고, 1899년 또 다시 분리가 되었다.
1901년 붕따우의 인구는 5,690명이 되었고, 그 중 2,000명이 북베트남에서 이주를 해 온 사람들이었다. 대부분 이곳에 사는 인구는 어업에 종사를 했다.
1905년 4월 4일 이곳은 바리어 성의 행정구역이 되었다. 1929년에 쎄인트 자크만은 성단위 행정구역이 되었고, 1934년 시가 되었다.
프랑스령 인도차이나의 파울 도우머 총통은 이고세 별장을 짓었는데, 아직도 남아서 시의 주요 랜드마크가 되고 있다. 베트남 전쟁 때 붕따우는 오스트레일리아 군대와 미군 지원대의 주둔지가 되었고, 미국 군인들의 피서지로 인기있는 휴양지가 되었다. 베트남 전쟁 이후 붕따우는 베트남 보트피플들이 떠나가는 항구가 되었다.
1979년 5월 30일 붕따우 시는 붕따우-꼰다우 특별 행정 구역의 수도가 되었다. 1991년 8월 12일 현재의 바리어붕따우 성이 공식적으로 성립되었고, 붕따우도 공식적으로 시가 되었다.
2012년 바리어붕따우성의 성도가 붕따우에서 바리어로 이전되었다.

## 행정구역

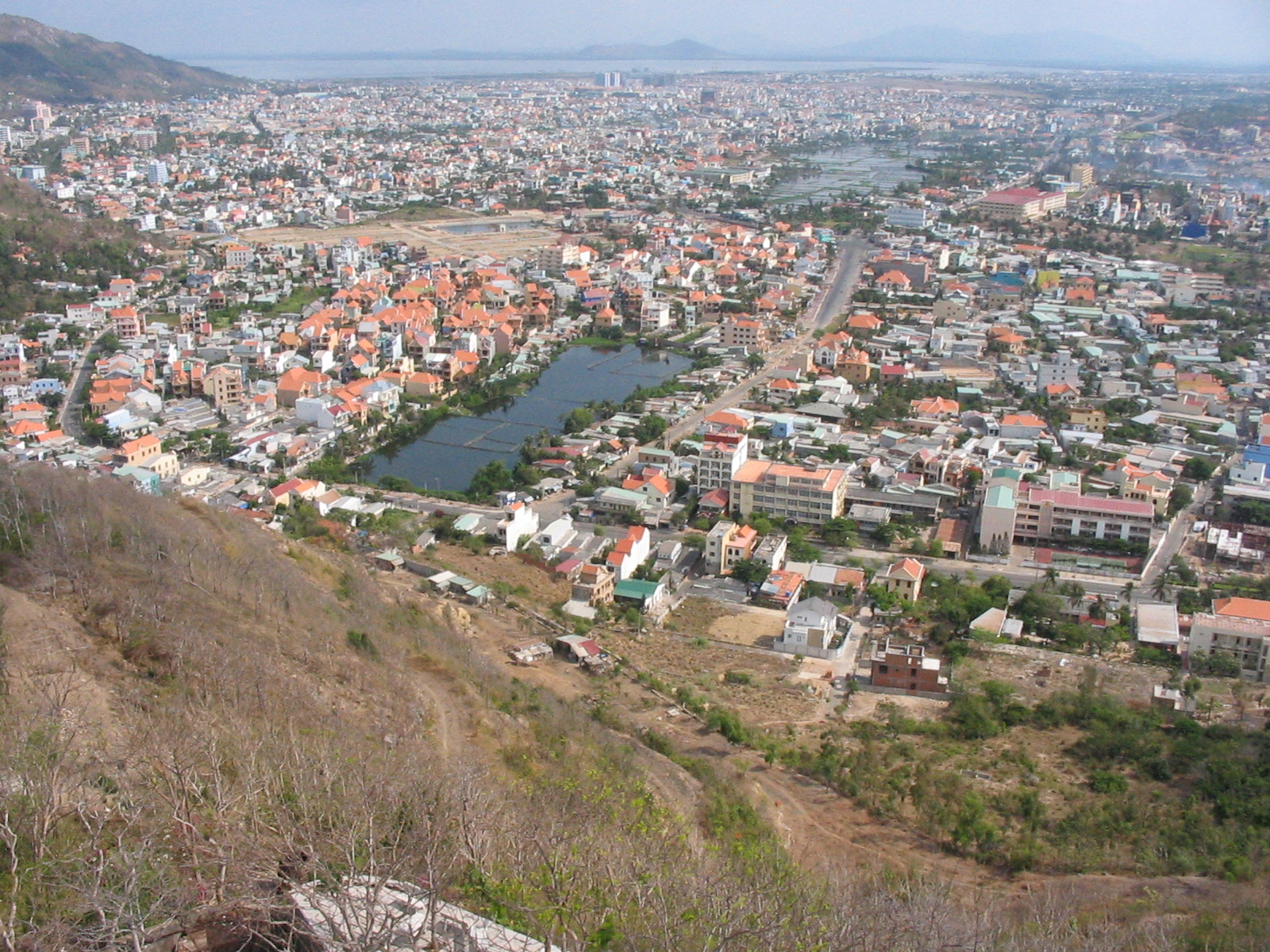
산 위에서 바라본 붕따우

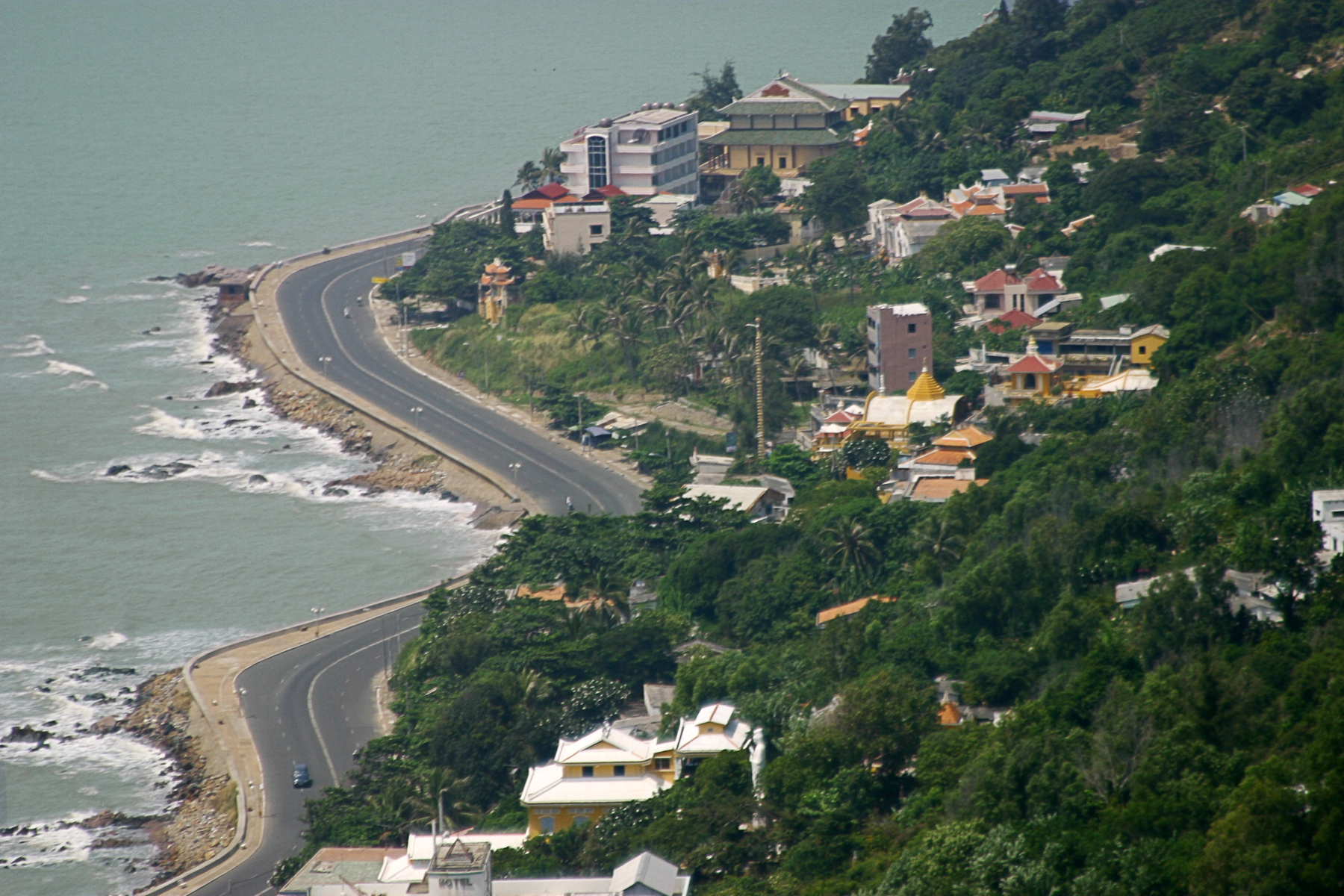
하롱 도로

붕따우시는 16개의 방(坊)과 1개의 사(社)로 구성되어 있다.

### 방
- 1방 (Phường 1)
- 2방 (Phường 2)
- 3방 (Phường 3)
- 4방 (Phường 4)
- 5방 (Phường 5)
- 7방 (Phường 7)
- 8방 (Phường 8)
- 9방 (Phường 9)
- 10방 (Phường 10)
- 11방 (Phường 11)
- 12방 (Phường 12)
- 응우옌 안닌 (Nguyễn An Ninh / 阮安寧)
- 락주어 (Rạch Dừa / 瀝蒢)
- 탕녓 (Thắng Nhất / 勝一)
- 탕니 (Thắng Nhì / 勝二)
- 탕땀 (Thắng Tam / 勝三)

### 사
- 롱선 (Long Sơn / 隆山)

## 기후
열대 몬순 기후 지역에 위치해 바다의 영향을 많이 받게 된다. 붕타우는 온화한 기후를 가지고 있다. 바람이 세게 불지 않고, 평균기온이 25°C에서 27°C에 이른다. 평균강수량이 1,300mm에서 1,700mm에 이르며, 연중 최대일 때도 2,300~2,800 정도로 화창한 날이 많다. 붕타우 도시의 자연은 아름답고 매혹적이어서 여행에 큰 잠재력을 부여한다.
| 붕따우의 기후                     | 붕따우의 기후 | 붕따우의 기후 | 붕따우의 기후 | 붕따우의 기후 | 붕따우의 기후 | 붕따우의 기후 | 붕따우의 기후 | 붕따우의 기후 | 붕따우의 기후 | 붕따우의 기후 | 붕따우의 기후 | 붕따우의 기후 | 붕따우의 기후   |
| 월                                | 1월           | 2월           | 3월           | 4월           | 5월           | 6월           | 7월           | 8월           | 9월           | 10월          | 11월          | 12월          | 연간            |
| --------------------------------- | ------------- | ------------- | ------------- | ------------- | ------------- | ------------- | ------------- | ------------- | ------------- | ------------- | ------------- | ------------- | --------------- |
| 역대 최고 기온 °C (°F)            | 33.0 (91.4)   | 35.8 (96.4)   | 37.0 (98.6)   | 37.6 (99.7)   | 38.4 (101.1)  | 36.4 (97.5)   | 34.6 (94.3)   | 35.3 (95.5)   | 35.7 (96.3)   | 34.7 (94.5)   | 34.0 (93.2)   | 34.7 (94.5)   | 38.4 (101.1)    |
| 일평균 최고 기온 °C (°F)          | 29.3 (84.7)   | 29.6 (85.3)   | 30.6 (87.1)   | 32.0 (89.6)   | 32.4 (90.3)   | 31.8 (89.2)   | 31.2 (88.2)   | 31.1 (88.0)   | 31.0 (87.8)   | 30.7 (87.3)   | 30.6 (87.1)   | 29.8 (85.6)   | 30.9 (87.6)     |
| 일일 평균 기온 °C (°F)            | 25.3 (77.5)   | 25.7 (78.3)   | 27.0 (80.6)   | 28.5 (83.3)   | 28.8 (83.8)   | 28.0 (82.4)   | 27.4 (81.3)   | 27.3 (81.1)   | 27.2 (81.0)   | 27.0 (80.6)   | 26.8 (80.2)   | 25.8 (78.4)   | 27.1 (80.8)     |
| 일평균 최저 기온 °C (°F)          | 23.1 (73.6)   | 23.9 (75.0)   | 25.5 (77.9)   | 26.8 (80.2)   | 26.6 (79.9)   | 25.8 (78.4)   | 25.3 (77.5)   | 25.4 (77.7)   | 25.2 (77.4)   | 25.0 (77.0)   | 24.7 (76.5)   | 23.6 (74.5)   | 25.1 (77.2)     |
| 역대 최저 기온 °C (°F)            | 16.8 (62.2)   | 18.0 (64.4)   | 16.8 (62.2)   | 19.7 (67.5)   | 18.7 (65.7)   | 17.9 (64.2)   | 17.5 (63.5)   | 18.2 (64.8)   | 18.6 (65.5)   | 18.7 (65.7)   | 17.0 (62.6)   | 15.0 (59.0)   | 15.0 (59.0)     |
| 평균 강우량 mm (인치)             | 4.3 (0.17)    | 1.1 (0.04)    | 5.2 (0.20)    | 34.0 (1.34)   | 181.7 (7.15)  | 223.8 (8.81)  | 225.0 (8.86)  | 206.0 (8.11)  | 218.5 (8.60)  | 239.5 (9.43)  | 63.6 (2.50)   | 16.4 (0.65)   | 1,418.9 (55.86) |
| 평균 강우일수                     | 1.0           | 0.4           | 1.0           | 3.7           | 14.3          | 18.7          | 19.9          | 18.7          | 18.4          | 16.9          | 6.8           | 3.5           | 120.8           |
| 평균 상대 습도 (%)                | 77.2          | 77.4          | 77.2          | 76.9          | 79.1          | 81.7          | 82.8          | 83.3          | 83.7          | 84.0          | 81.0          | 78.7          | 80.3            |
| 평균 월간 일조시간                | 240.7         | 250.8         | 285.6         | 271.7         | 229.2         | 192.4         | 205.8         | 195.7         | 183.7         | 188.7         | 202.9         | 204.5         | 2,643.3         |
| 출처 1: 베트남 과학기술양성연구소 |               |               |               |               |               |               |               |               |               |               |               |               |                 |
| 출처 2: The Yearbook of Indochina |               |               |               |               |               |               |               |               |               |               |               |               |                 |

## 경제

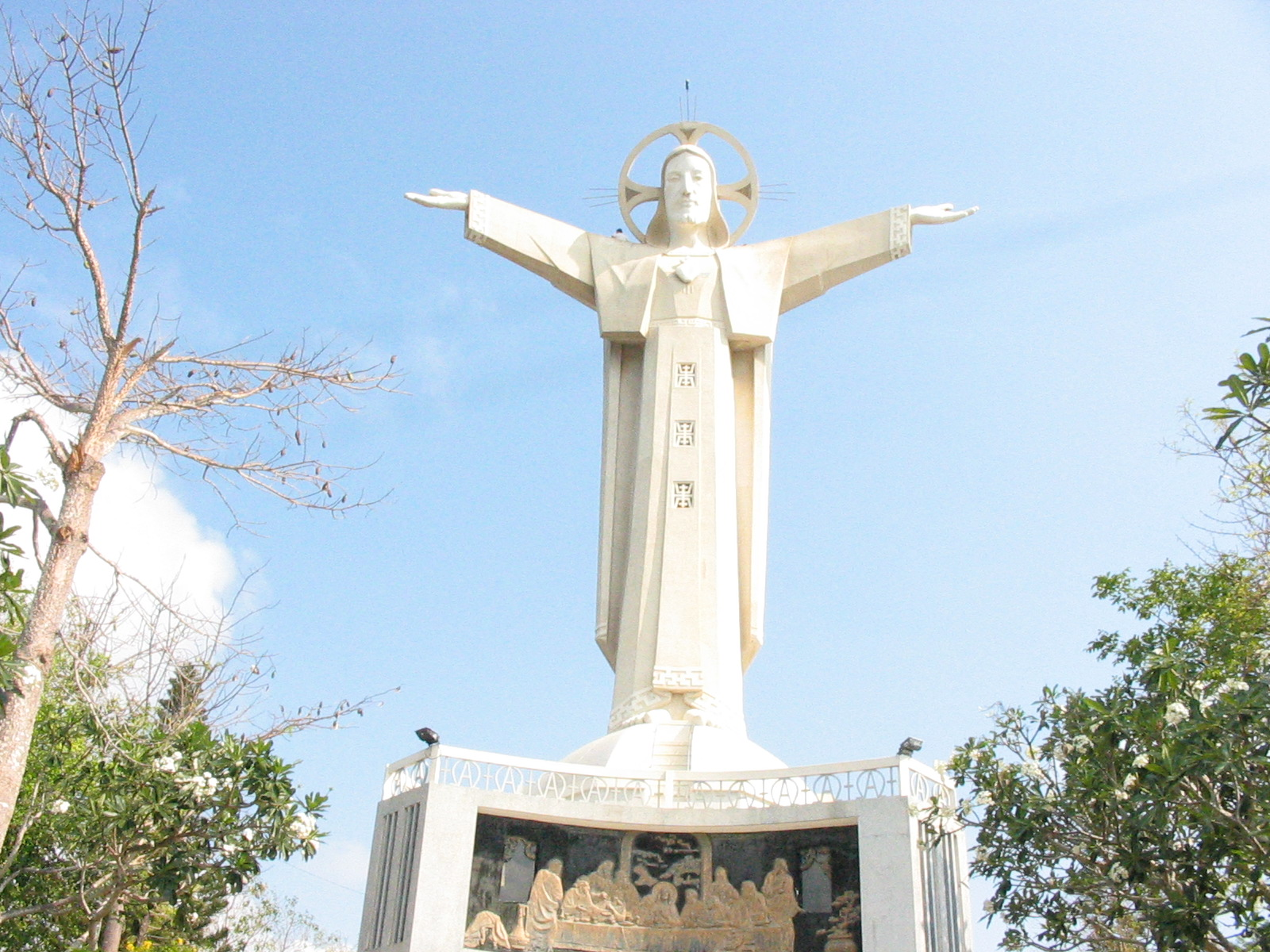
붕따우

붕따우는 베트남 남부, 작은 반도의 끝에 위치해 있다. 전통적으로 중요한 항구였고, 특히 프랑스령 인도차이나에서는 더욱 중시되었다. 오늘날 붕따우는 선적항으로 중요성은 점점 퇴색되었지만, 석유 산업에 중요한 역할을 하고 있다. 붕따우는 베트남 유일의 석유 기지가 있으며, 이곳에서 원유와 천연 가스 채굴이 시 경제의 주요 수입으로 부각되었고, 베트남 수출에도 큰 도움이 되었다.
붕따우 선착장 공사는 2008년까지 마무리될 예정이며, 현대식 장비가 가동될 예정이다.

## 관광

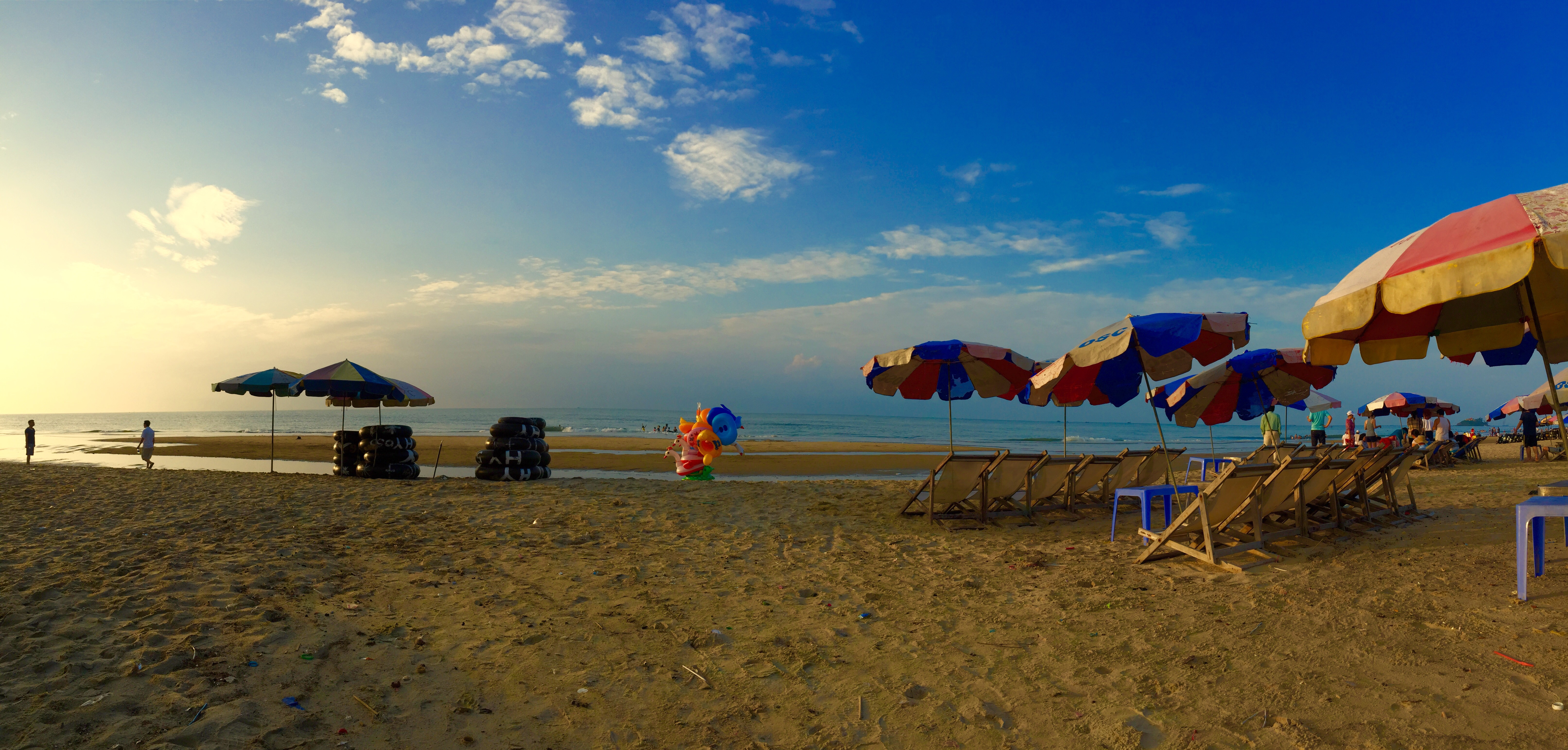
바이비엔 해변

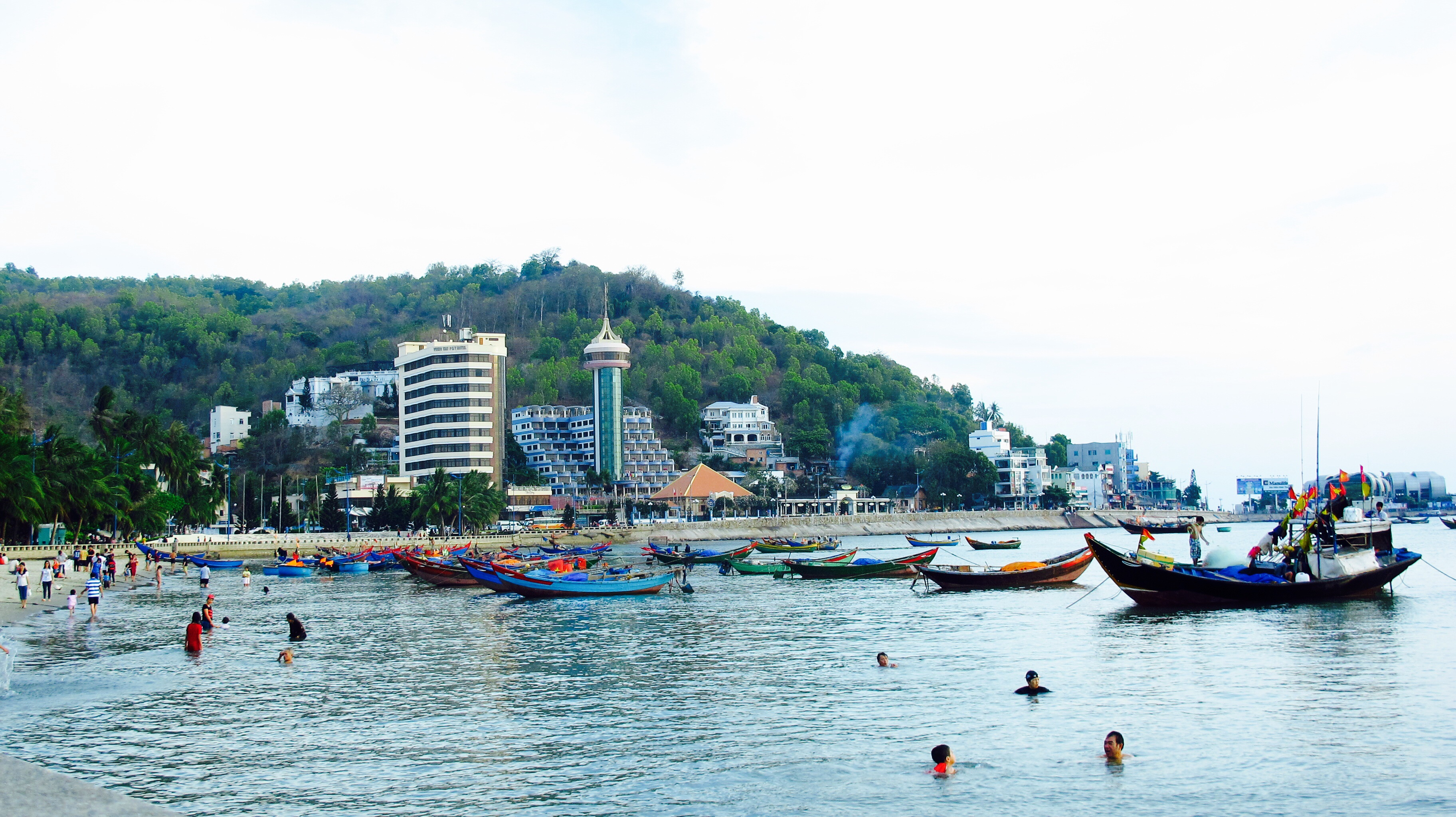
바이쭈억 해변

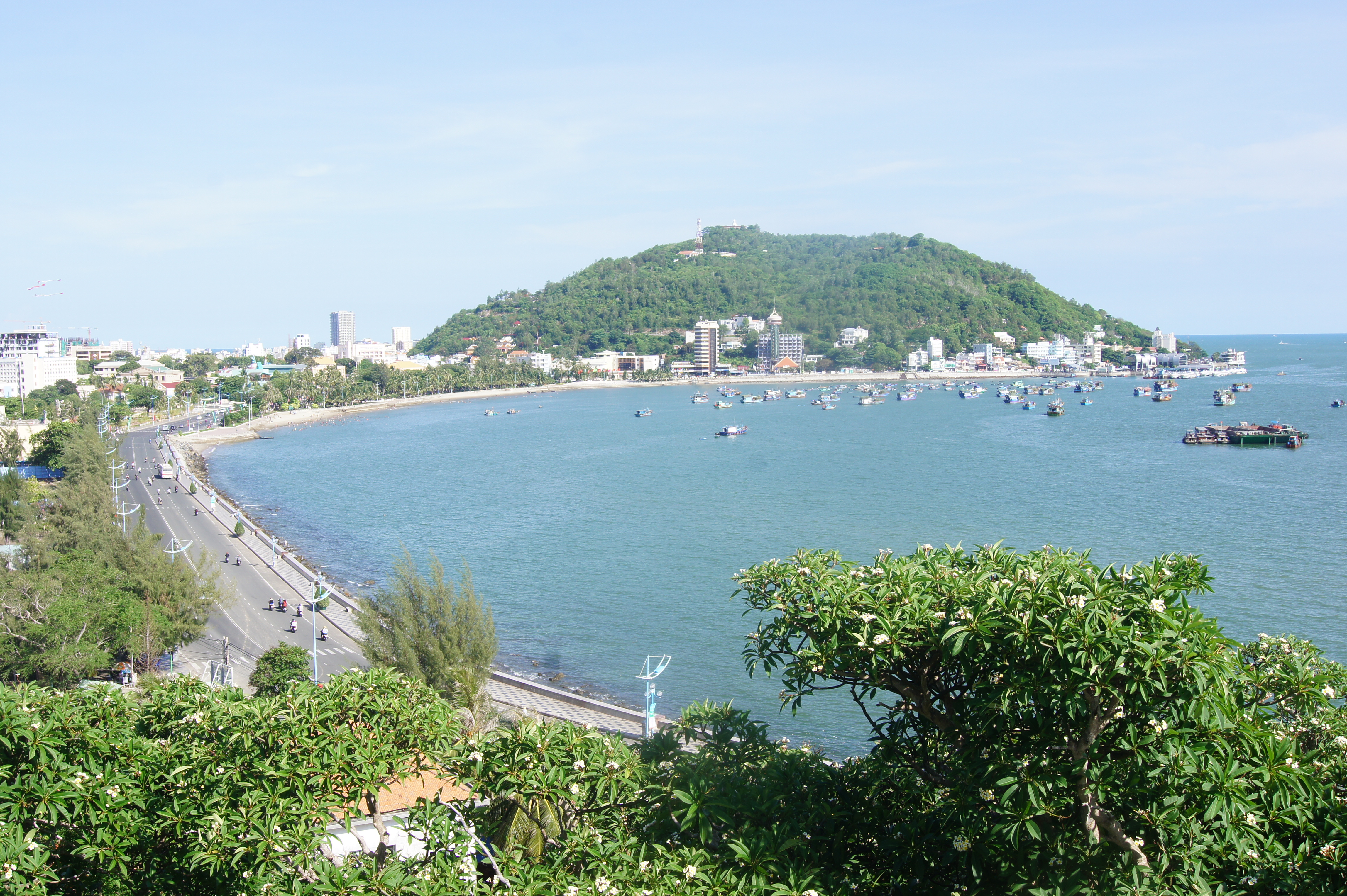
보비엔

대부분의 여행객들에게 붕따우는 아름다운 해변으로 널리 알려진 곳이다. 여행자들은 바이뚜억 해변에서 수영을 즐기지만, 바이사우 해변에서 관광을 한다. 바이사우 해변은 10km에 이르는 모래 해변으로 유명한 곳이다. 붕따우는 호치민에서 130km 정도 밖에 떨어져 있지 않고, 선호되는 리조트 목적지이기도 하다. 그리고 붕따우는 근처의 롱하이 해변, 호짬 해변, 호꼭 해변 등과 같은 곳을 방문하기에도 좋은 위치이다.
- 바이쭈억 해변 (Bãi Trước)
- 바이사우 해변 (Bãi Sau)
- 바이저우 해변 (Bãi Dâu)
- 바이주어 해변 (Bãi Dứa)
- 롱하이 해변
- 호짬 해변
- 호꼭 해변

### 쇼핑
- 롯데마트 슈퍼마켓

### 숙박
- 임페리얼 호텔 붕타우
- 파라다이스 리조트
- 팰리스 호텔
- 그랜드 호텔

## 교통
51A 고속도로를 타고, 호치민 시에서 두 시간이 소요되며, 수중익선으로는 1시간 15분이 소요된다.

## 자매도시
- 아제르바이잔 바쿠시
- 베트남 옌바이시
- 베트남 할롱시
- 오스트레일리아 다윈 (노던 준주)

## 같이 보기
- 바리어붕따우 성